# Eridolius clauseni
Eridolius clauseni là một loài tò vò trong họ Ichneumonidae.là một loài ong sống chủ yếu ở khu vực Châu Âu